# Musée du Trésor de San Gennaro
Le Musée du Trésor de San Gennaro (en italien : Museo del Tesoro di San Gennaro) est un musée de Naples, dont l'entrée est située à côté du Duomo et de la chapelle royale du Trésor de San Gennaro.

## Naissance du musée
Le musée a été ouvert au public en décembre 2003 grâce à un projet financé par des entreprises privées, des fonds européens et des institutions locales et sous le haut patronage du Président de la République Ciampi, sur proposition de la Députation de la Chapelle Royale du Trésor, ancienne institution laïque fondée en 1601. L'initiateur du projet est l'actuel directeur Paolo Jorio.

## Description
La surface du musée fait plus de sept cents mètres carrés et expose ses œuvres (qui auparavant n'avaient jamais été montrées au public) dans les salles situées sous la chapelle du Trésor. La collection comprend des bijoux, des statues, des bustes, des tissus fins et des peintures de grande valeur.
Parmi les pièces les plus intéressantes, on trouve une mitre (chapeau d'évêque) de 1713 de l'orfèvre Matteo Treglia, dans laquelle sont serties de nombreuses pierres précieuses (diamants, rubis et émeraudes).
Unique en son genre est la précieuse collection d'argenterie (environ 70 pièces) qui, couvrant une période allant de 1305 à l'époque contemporaine, est restée intacte, n'a jamais été altérée ni volée et est presque entièrement constituée d'œuvres des maîtres de l'école napolitaine.
L'itinéraire du musée comprend également une visite des trois sacristies de la chapelle du Trésor, récemment restaurées et contenant de précieuses peintures de Luca Giordano, Massimo Stanzione, Giacomo Farelli et Aniello Falcone, jamais ouvertes au public auparavant.

## Anecdotes
- Pendant les événements de la guerre de 1939-45, le trésor de San Gennaro a été conservé au Vatican et ramené à la cathédrale en 1947 grâce à un voyage aventureux du napolitain Giuseppe Navarra, surnommé `o rre di Poggioreale, qui a réussi à récupérer les objets précieux entre les mains de l'archevêque d'alors Alessio Ascalesi [1].
- Dans le film Opération San Gennaro, un groupe de voleurs maladroits tente de prendre possession du trésor du saint.

## Galerie d'images

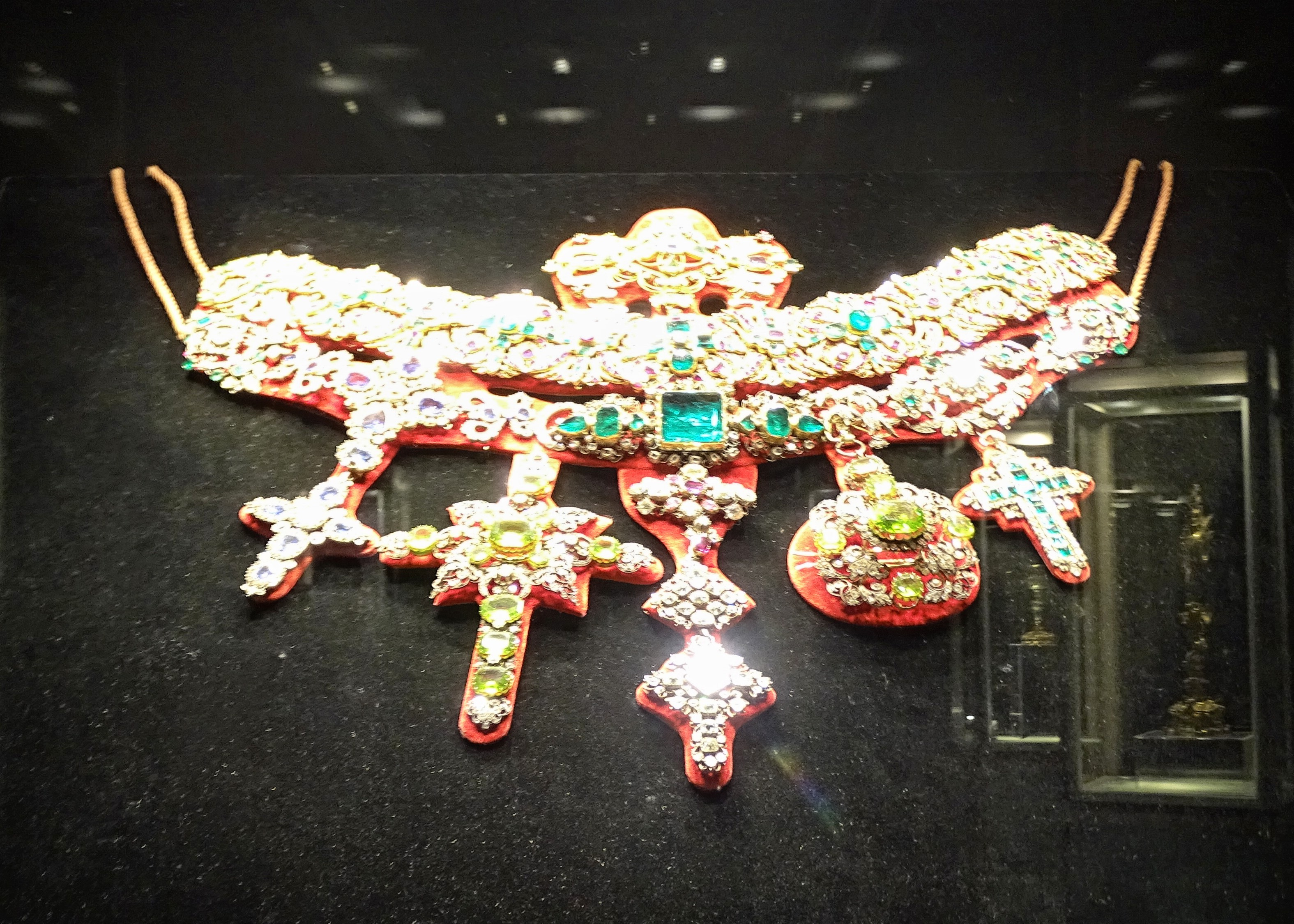
Michele Dato, collier de San Gennaro, 1679.
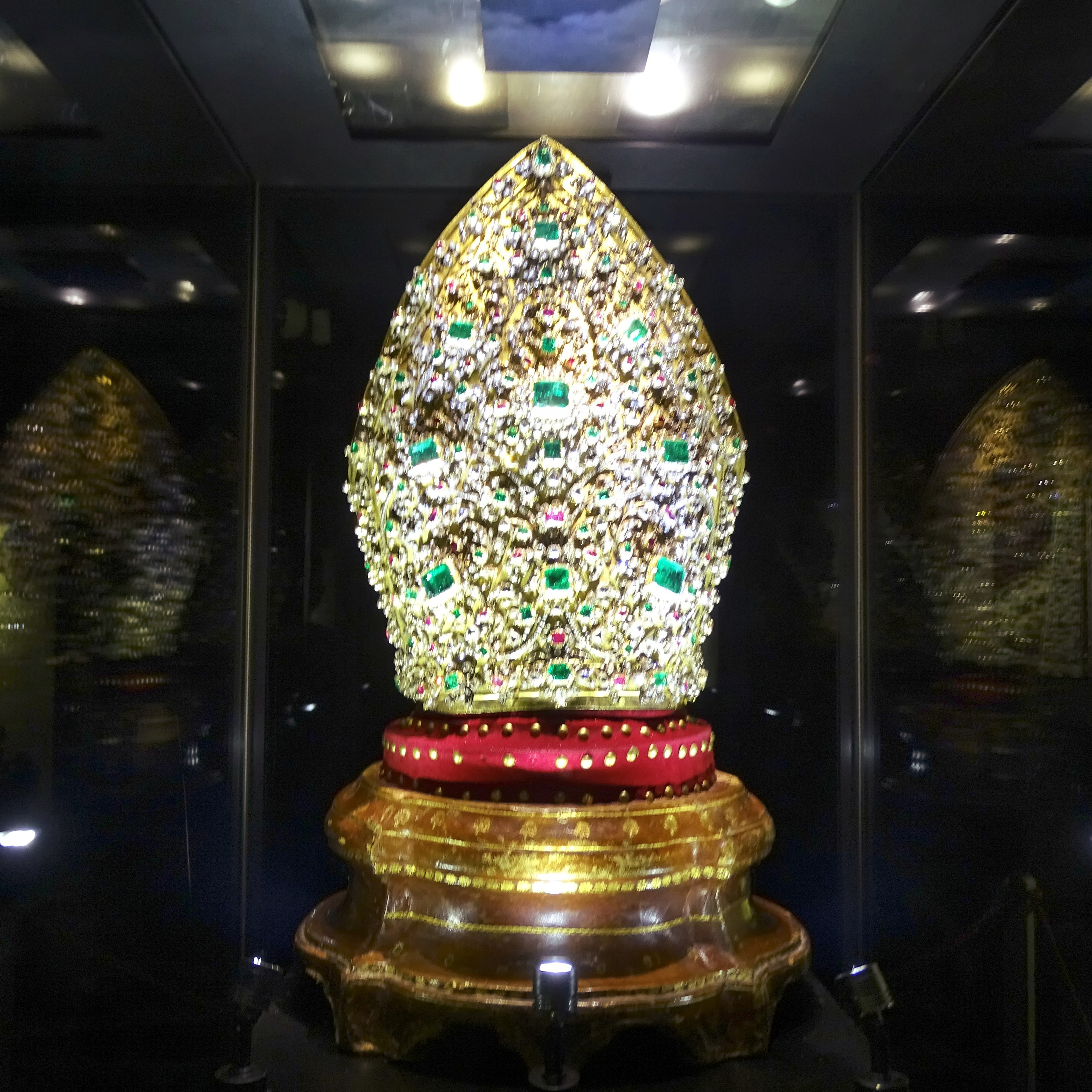
Matteo Treglia, Mitre de San Gennaro, 1713.

## Filmographie
- 1966 : Opération San Gennaro de Dino Risi
- 2003 : Jesce e facci grazia de Roberto De Simone